# (5534) 1941 UN
(5534) 1941 UN (1941 UN, 1984 CT, 1987 WA5) — астероїд головного поясу.
Тіссеранів параметр щодо Юпітера — 3.246.